# Marin Zulim
Marin Zulim  (Split, 26. listopada 1991.), nogometaš Istre koji igra na položaju napadača.
Profesionalnu karijeru započinje 2010. u Hajduku. Na posudbi u Zadru u tri navrata ulazi kao zamjena. 2011. vraća se u Hajduk za koji je odigrao samo dvije prijateljske utakmice bez postignutih zgoditaka. Nema zabilježen nijedan službeni nastup. Zatim odlazi u Lučko gdje odigrava četrnaest utakmica Prve HNL 2011./12. uz skromnu minutažu. 
Potpisuje za Osijek tijekom ljetnog prijelaznog razdoblja prije početka sezone 2012./13. Upisuje dva nastupa protiv andorske Sante Colome u prvom pretkolu Europske lige te sezone, a u ostatku sezone napokon dobiva i nešto više prilika od kratkotrajnih ulazaka s klupe. Sljedeću sezonu proveo je među Splitovcima, ali nastupio je tijekom samo jednog poluvremena u gostima kod svog prošlogodišnjeg kluba. Prije početka sezone 2014./15. potpisuje za Istru.
Statistika u Hajduku
| Natjecanje        | Nastupi | Zgoditci |
| ----------------- | ------- | -------- |
| Prvenstvo         | 0       | 0        |
| Kup               | 0       | 0        |
| Superkup          | 0       | 0        |
| Međunarodne       | 0       | 0        |
| Splitski podsavez | 0       | 0        |
| Ukupno            | 0       | 0        |
| Prijateljske      | 2       | 1        |
| Sveukupno         | 2       | 1        |

## Reprezentativna karijera
Nastupao je za mlađe uzraste hrvatske reprezentacije, odradivši pet nastupa za selekciju do 16 godina, četiri za U17 i sedam za U18. Bio je članom momčadi do 20 godina na Svjetskom prvenstvu te dobne kategorije, ali nije upisao nastup ni u jednoj od tri utakmice skupine. Hrvatska je neslavno ispala porazima od Saudijske Arabije, Nigerije i Gvatemale.

## Vanjske poveznice
- Marin Zulim na transfermarktu